# Typhlops titanops
Espèce
Typhlops titanops est une espèce de serpents de la famille des Typhlopidae. 

## Répartition
Cette espèce est endémique d'Hispaniola. Elle se rencontre dans le Sud-Est d'Haïti et dans le sud-ouest de la République dominicaine.

## Publication originale
- Thomas, 1989 : The relationships of Antillean Typhlops (Serpentes: Typhlopidae) and the description of three new Hispaniolan species, p. 409-432 in Woods, 1989 :  Biogeography of the West Indies: Past, Present, and Future. Sandhill Crane Press, Gainesville, Florida.